# Wojnicz
Wojnicz este un oraș în județul Tarnów, Voievodatul Polonia Mică, din sudul Poloniei, cu o populație de 3.509 locuitori (2008).
În vremurile de început ale statului polonez, era unul dintre cele mai importante centre ale provinciei Polonia Mică. Bătălia de la Wojnicz, împotriva Suediei, a avut loc aici, la 23 septembrie 1655.

## Localizare
Wojnicz este situat la granița a două regiuni geografice ale Poloniei - Bazinul Sandomierz și Carpații de Vest. Cel mai mare râu al zonei este Dunajec, care curge din estul  orașului, între Wojnicz și orașul Tarnów din apropiere. Wojnicz nu are o stație de cale ferată, dar este situat la intersecția dintre drumul european E40, și drumul local nr. 975 de la Dąbrowa Tarnowska la Nowy Sącz. Orașul are un club sportiv Olimpia, fondat în 1947.

## Istoric
Wojnicz ca bastion militar fortificat a apărut în secolul al X-lea, și în 1109, Biserica Sfântul Laurențiu a fost construit aici, probabil, la inițiativa domnitorului Bolesław III, în memoria victoriei în Bătălia de la Nakło. În secolul al XII-lea, Wojnicz a devenit sediul unui castelan, a avut, de asemenea, o piață. În 1278, este pentru prima dată menționat ca oraș cu zid de apărare. În 1379, orașul a ars într-un incendiu, și în 1381, la ordinul regelui Ludovic I al Ungariei, Wojnicz a devenit sediul unui județ în Voievodatul Sandomierz. A rămas una dintre cele mai importante centre urbane din Polonia Mică, iar la 13 septembrie 1394, regina Jadwiga a Poloniei a vizitat orașul. În 1465 a fost deschis un colegiu, și a fost construită o biserică parohială în stil gotic. Douăzeci de ani mai târziu, orașul a ars într-un incendiu.

## Puncte de interes
- Biserica barocă Sf. Laurențiu  (sec. al XV-lea, mai târziu reconstruită),
- turnul de lemn al  clopotniței Bisericii Sf. Laurențiu (secolul al XVI-lea),
- Biserica de lemn Sf. Leonard (secolul al XVI-lea),
- Palatul neogotic Dambski (secolul al XIX-lea),
- Rămășițele zidului defensiv (sec. X-XI).

## Personalități
- Sebastian Lubomirski - castelan, latifundiar (c. 1546–1613)
- Jan Wielopolski - nobil polonez (d. 1688)
- Jan Krzysztof Tarnowski nobil polonez (1537–1567)
- Chaim Kreiswirth, rabin